# Readytex Art Gallery
Readytex Art Gallery (RAG) is een kunstgalerie in de Maagdenstraat in Paramaribo. Sinds 2015 bevindt het zich in een historisch houten pand van vier verdiepingen aan de Steenbakkerijstraat.
De kunstgalerie werd op 8 februari 1993 opgericht op de bovenverdieping van het warenhuis Readytex aan de Maagdenstraat. Aan de kunstgalerie zelf is een atelier verbonden, waarin kunst voortgebracht wordt als houtsnijwerk, keramiek, schilderijen, collages, pangi's, juwelen en handwerk uit gemengde technieken. Daarnaast wordt in opdracht gewerkt, zoals in 2017 het ontwerp van een nieuw T-shirt voor de Stichting Dierenbescherming Suriname (DBS).
In de Readytex Art Gallery worden wisselende exposities gehouden, variërend van werk van lokale, individuele kunstenaars tot overzichtstentoonstellingen. In 2018 werd een expositie getoond van het 25-jarige bestaan van de kunstgalerie. Werk van kunstenaars die aan de galerie verbonden zijn, wordt ook elders vertoond, zoals tijdens de Nationale Kunstbeurs en in het buitenland. In 2018 werd werk van drie aangesloten kunstenaars getoond tijdens een keramiekexpo in Washington D.C.
In 2016 organiseerde de galerie een bezoek van Rosie Gordon-Wallace uit Miami en andere kunstenaars in het kader van de International Cultural Exchange (ICE). Hier werden verschillende galerieën uit Suriname bij betrokken, zoals de Tembe Art Studio uit Moengo en G-Art Blok uit Paramaribo.
In een artikel uit 2016 plaatste de krant The Australian de toenmalige combinatie van winkel en kunstgalerie in de top 10 "perfecte" locaties van Paramaribo.
De gallery vertegenwoordigt Suriname van 1 tot 21 juni 2021 tijdens de eerste Atlantic World Art Fair die wordt gehouden op het online internationale kunstplatform Artsy.
Monique Nouh Chaia, die de leiding heeft bij de kustgalerij, werd in oktober 2021 in een ceremonie met de Franse ambassadeur Antoine Joly uitgeroepen tot Ridder in de Franse Orde van Kunsten en Letteren voor haar verdiensten voor de Surinaamse kunstwereld.

## Kunstenaars
Aan de Readytex Art Gallery zijn de volgende kunstenaars verbonden (geweest):
- Reinier Asmoredjo
- Paul Chang
- Leonnie van Eert
- Kenneth Flijders
- Ron Flu
- Anita Hartmann
- Shaundell Horton
- Soeki Irodikromo
- Sri Irodikromo
- Rinaldo Klas
- John Lie A Fo
- Henry Soekarman
- Armand Masé
- Kurt Nahar
- Marcel Pinas
- Sunil Puljhun
- Dhiradj Ramsamoedj
- George Struikelblok
- Humphrey Tawjoeram
- Ilene Themen
- Kit-Ling Tjon Pian Gi
- Roddney Tjon Poen Gie
- René Tosari
- Steven Towirjo
- Jhunry Udenhout
- Fineke van der Veen
- Rolina van Vliet
- Wilgo Vijfhoven
- Hanka Wolterstorff
- Ay Xiang

## Galerij

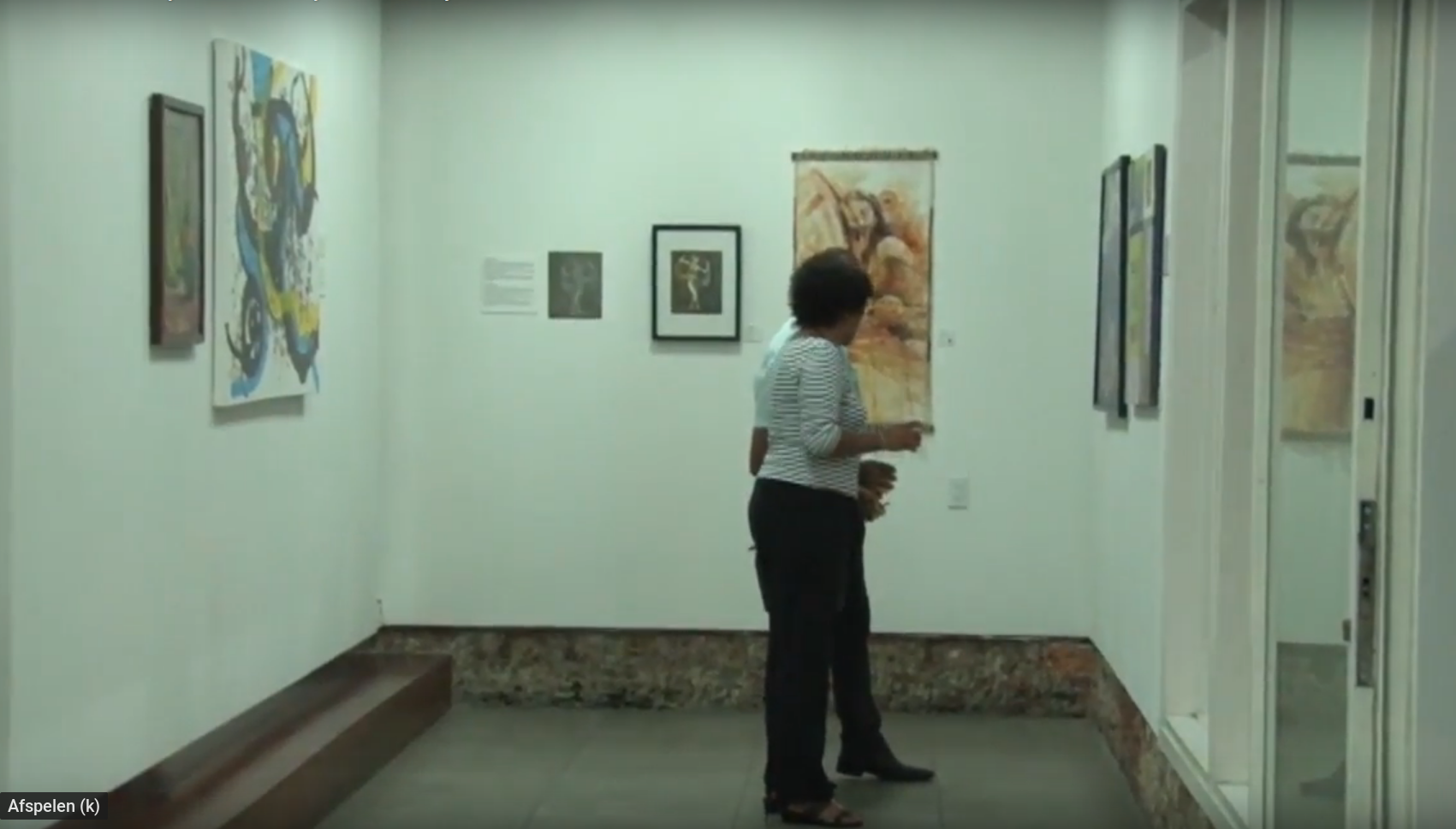
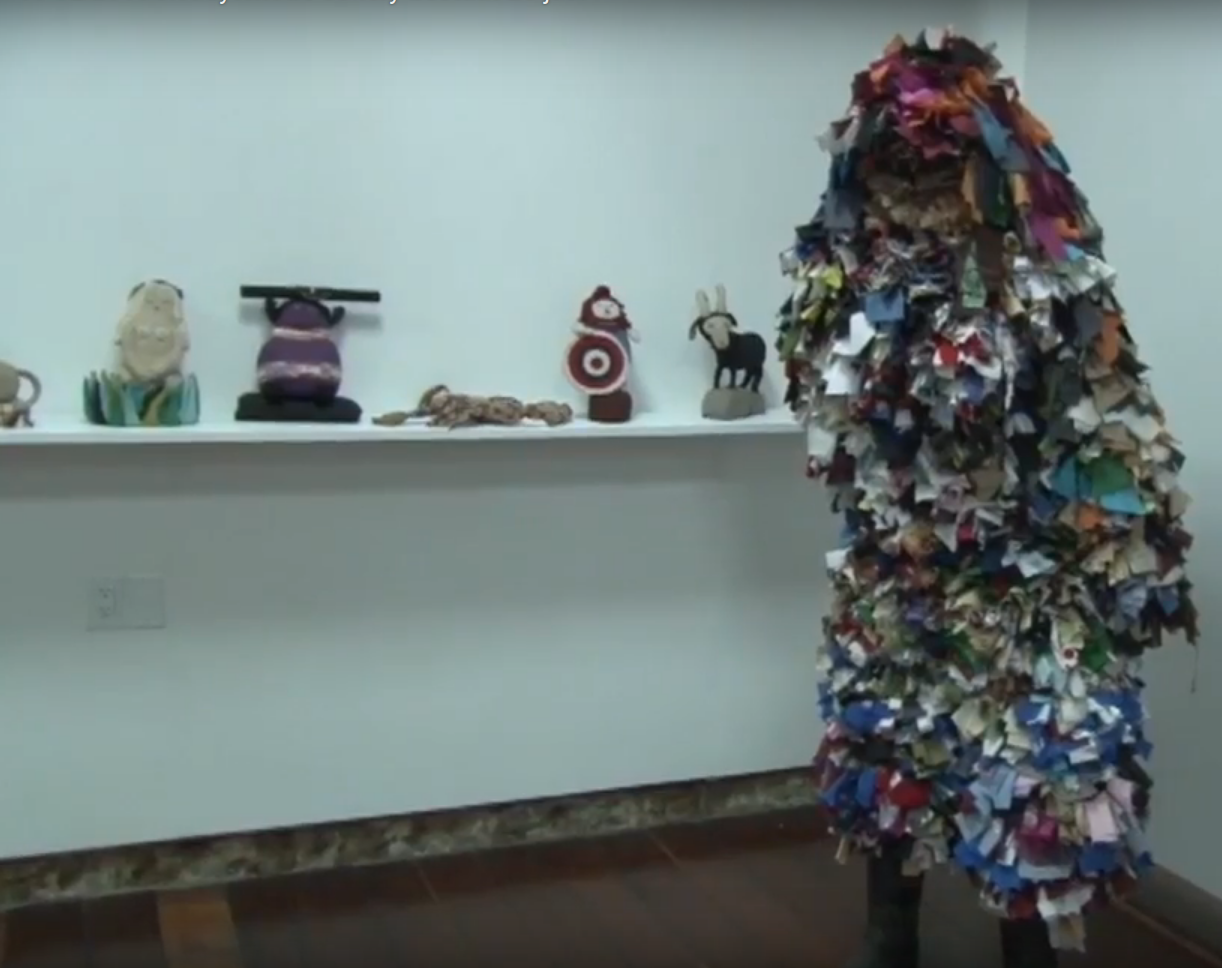
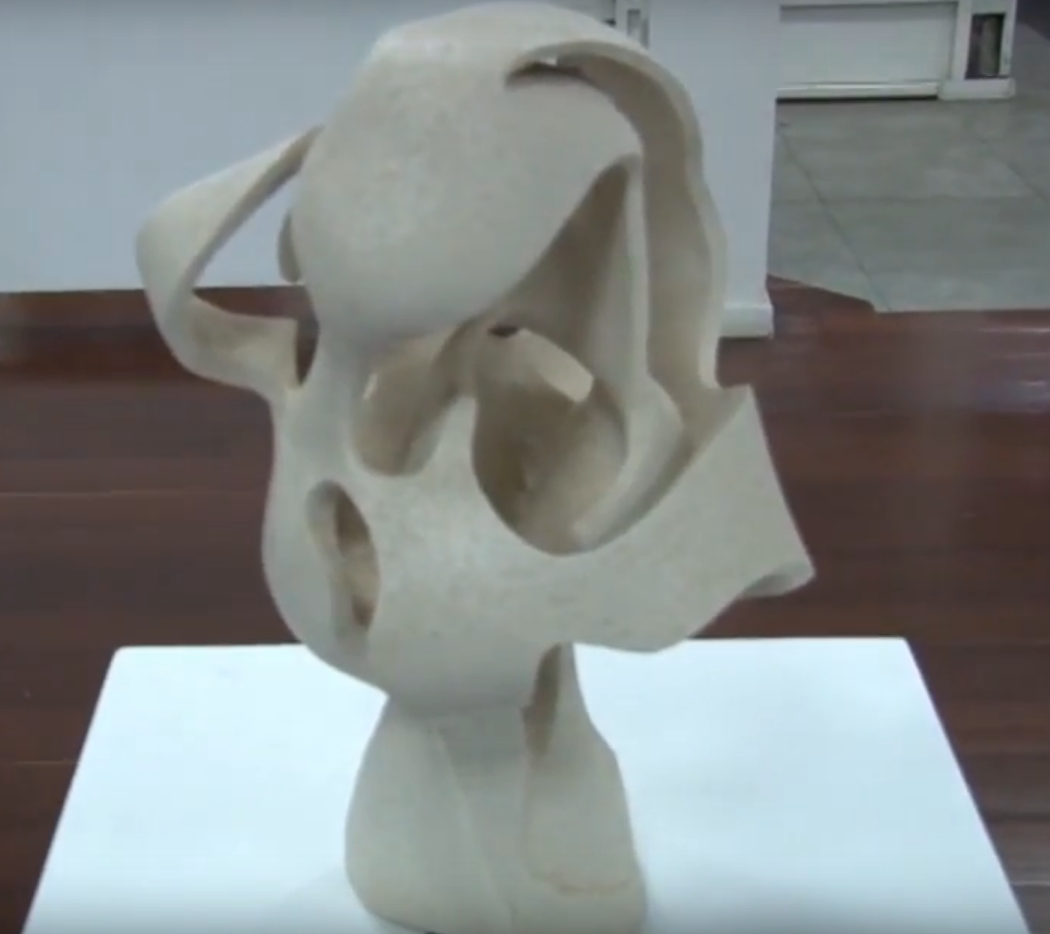